# TH 2800
TH 2800 is een ontwerp van een halfafzinkbare platforms van Compagnie Française d'Entreprises Métalliques (CFEM). Het ontwerp bestaat uit twee parallelle pontons met elk drie kolommen met daarop het werkdek.

## TH 2800-serie
| Naam           | Werf | Jaar | IMO-nummer |
| -------------- | ---- | ---- | ---------- |
| Petrobras XIII | UIE  | 1983 | 8754059    |
| Petrobras XIV  | UIE  | 1983 | 8754061    |
| Petrobras XVI  | UIE  | 1984 | 8754085    |
| Petrobras XVII | UIE  | 1984 | 8754097    |